# إصفورن أجمي
إصفورن أجمي (الاسم العلمي:Isopyrum caespitosum) هو نوع غير مؤكد من النباتات يتبع جنس الإصفورن من الفصيلة الحوذانية.